# Матюхин, Николай Яковлевич
Никола́й Я́ковлевич Матю́хин (1927—1984) — учёный, крупный специалист в области вычислительный техники, конструктор многих ЭВМ. Принимал участие в разработке ЭВМ М-1 и её последующих поколений. Лауреат Государственной премии СССР.

## Биография
Николай Яковлевич родился в 1927 году в Ленинграде, а в 1932 году вместе с семьёй переехал в Москву. Его отец, Яков Васильевич Матюхин, рабочий на заводе, в 1937 году был арестован, а семья была выслана из Москвы. Однако в 1944 году после 10 классов Матюхин поступает в Московский энергетический институт на факультет радиотехники, а в 1950 году заканчивает университет с отличием.
По окончании университета, не сумев поступить в аспирантуру МЭИ, Матюхин попадает в Энергетический институт АН СССР по приглашению И. С. Брука. В институте он возглавил создание вычислительных машин М-1, М-3, на базе которых в дальнейшем было создано семейство массовых ЭВМ «Минск».
В 1957 Николай Яковлевич перешёл на работу в НИИ автоматической аппаратуры, где занимался созданием специализированных вычислительных машин под нужды ПВО, серийных ЭВМ и управляющих комплексов специального назначения.
Работая в НИИ АА, Матюхин в 1972 году защищает докторскую диссертацию и в 1979 году становится член-корреспондентом АН СССР. Скончался после продолжительной болезни 4 марта 1984 года. Похоронен на Востряковском кладбище.

## Научная деятельность
Матюхин одним из первых высказал идею об автоматических средствах проектирования и моделирования. В своих работах он описал принципы работы, на которых основаны и многие современные САПР.
На базе ЕС ЭВМ Матюхин впервые создал многомашинные системы (кластеры), разработал архитектурные принципы построения подобных машин под системы реального времени.
За работы в области систем управления в 1976 году удостоен Государственной премии СССР.